# イン・ザ・ベッドルーム
イン・ザ・ベッドルーム（In the Bedroom）は2001年制作のアメリカ映画。アンドレ・デビュースの短編"Killings"を下敷きにしている。サンダンス映画祭で上映されると批評家陣から絶賛され、大賞受賞は逃したものの演技部門で主演の夫婦を演じたトム・ウィルキンソンとシシー・スペイセクが審査員賞を受賞。第74回アカデミー賞で5部門（作品賞、主演男優賞、主演女優賞、助演女優賞、脚本賞）にノミネートされ、サンダンス映画祭に出品された映画では初となるアカデミー作品賞候補となった。

## ストーリー
メイン州に住む医師マットと妻ルース・ファウラーには建築を学ぶフランクという一人息子がいた。18歳のフランクは夏の間に実家に戻り、アルバイトをしていたが、近所の二人の子供を持つ年上の女性ナタリーと交際しはじめる。しかし、ナタリーの元夫のリチャードは暴力的で、ナタリーとよりを戻そうとしている最中であった。マットがポーカーしていると友人がウィリアム・ブレイクの「無垢の予兆」を朗読する。
子どもたちからの電話でナタリーの家に行ったフランクがリチャードと口論となり、リチャードに撃たれる。わが子の死に打ちひしがれる夫妻を、謀殺ではなく故殺と裁かれ、せいぜい5年の刑期という不条理な判決が襲う。友人とのポーカーでロングフェローの「失われし青春」（My Lost Youth）が引用される。
ある日、ルースは街を自由に歩くリチャードを目撃してショックを受ける。その夜、夫婦は本心を出し合い、相手を責めたて再び心を通わせるが、心の穴は埋まらない。マットは「逃がす」と脅してリチャードに旅行仕度をさせ、車で友人の山荘へ行くと彼を撃ち殺し、友人と埋める。明け方、マットが家に帰るとベッドルームではルースが待っていて「殺ったの？」と訊く。マットはベッドの上で天井を見つめながら、「失われし青春」を思い出す…。

## キャスト
※括弧内は日本語吹き替え
- マット・ファウラー - トム・ウィルキンソン（菅生隆之）
- ルース・ファウラー - シシー・スペイセク（谷育子）
- フランク・ファウラー - ニック・スタール（鶴博幸）
- ナタリー - マリサ・トメイ（安藤麻吹）
- リチャード - ウィリアム・メイポーザー（咲野俊介）
- マーラ - カレン・アレン（竹村叔子）
- TVに映る大臣 - ヴェロニカ・カートライト

## 製作
- 監督のトッド・フィールドは、原作に惚れこんではいたが、映画化の権利を獲得できないだろうと諦めていた。『アイズ ワイド シャット』で共演したトム・クルーズに泣き言を言ったところ、「君は言い訳ばかりしているな。言い訳をするな、何とかしろ」とトム・クルーズに叱られたことでトッド・フィールドは権利獲得に向けて行動することができたとトム・クルーズに感謝している[1]。
- ミラマックスのプロデューサーであるハーヴェイ・ワインスタインは、買い付けた作品をそのまま公開する事はまずなく、長期間に渡る再編集、再撮影、更にはマーケティング試写でのアンケート結果の数字が上昇するまで絶対に公開せず、場合によっては監督から作品を取り上げて切り刻んで再編集することから「ハーヴェイ・シザーハンズ」とも揶揄されていた。『イン・ザ・ベッドルーム』はサンダンス映画際で絶賛されたが、ワインスタインのミラマックス社に買い上げられてしまい、ワインスタインが作品を編集してしまうことを恐れたトッド・フィールドはトム・クルーズに再び不安を打ち明けた。トム・クルーズは「再編集を拒否するのではなく、再編集版が試写会で酷評されるのを待って、オリジナル版の公開を交渉しろ」とアドバイスし、その計画は成功して映画はヒットし、アカデミー賞5部門にノミネートされた[1]。